# Левиев, Руслан Леонидович
Русла́н Леони́дович Леви́ев (настоящая фамилия — Карпу́к; род. 22 августа 1986, Бикин, Хабаровский край) — российский программист и оппозиционный активист, основатель расследовательской группы Conflict Intelligence Team.

## Биография

### Детство и ранние годы
Родился 22 августа 1986 года в военном городке в Бикине Хабаровского края.
Мать Руслана умерла, когда тому было 8 лет, а с биологическим отцом «просто не знаком».
До 2007 года учился в Сургутском государственном университете на юридическом факультете со специализацией по уголовному праву. Во время учёбы проходил практику в Следственном комитете (где проработал 2,5 года), участвовал в расследовании уголовных дел, работал в гражданских судах. Ушёл с пятого курса университета и из профессии в целом, разочаровавшись в реалиях российской правовой системы. В 2009 году переехал в Москву, где стал работать программистом.

### Политическая деятельность
С 2011 года начал интересоваться российской политикой и вскоре познакомился с деятельностью Алексея Навального, известного тогда в качестве оппозиционного блогера. В том же году столкнулся с массовыми фальсификациями на выборах в Государственную думу, после чего начал участвовать в акциях российской оппозиции. 5 декабря был впервые задержан полицией во время участия в митинге на Чистопрудном бульваре, куда пришёл по призыву Навального, и после двух суток содержания в изоляторе временного содержания приговорён судом к штрафу. По словам Левиева, основанием послужило указание в полицейских рапортах, что он якобы выкрикивал лозунг «Сжечь всех». После этого он стал посещать все оппозиционные мероприятия, включая митинги на проспекте Академика Сахарова и на Болотной площади. В январе 2012 года познакомился с Навальным, который искал программистов для завершения работы над сайтом по мониторингу президентских выборов. Левиев связался с ним, «быстренько доделал этот сайт» и стал работать у Навального на постоянной основе, первые полгода — непосредственно в офисе Фонда борьбы с коррупцией.
В 2012 году во время акции «Оккупай Абай» работал в штабе помощи задержанным у Максима Каца, занимаясь поиском адвокатов, отслеживанием мест и условий содержания задержанных, а также присутствием среди задержанных несовершеннолетних.
В 2013 году на выборах мэра Москвы готовил аналитические справки для штаба Навального и делал прямые трансляции, включая все официальные пресс-выходы Навального в день выборов, которые в том числе показывал телеканал «Дождь». После этого создал коммерческую компанию Newcaster TV, занимавшуюся онлайн-трансляциями различных политических акций, в частности, Евромайдана, судебных процессов над Pussy Riot и участниками протестов на Болотной площади, а также съёмками различных презентаций и бизнес-конференций, где, по словам Левиева, одним из основных заказчиков был Фонд развития интернет-инициатив. После аннексии Россией Крыма и начала войны в Донбассе Левиев начал освещать и расследовать события в рамках этих конфликтов, а также участие в них российских военных.
Широкую известность Левиев получил в период Евромайдана — следил за авиационным трафиком в аэропортах Киева и первым заметил, что на следующий день после расстрела протестующих снайперами 20 февраля 2014 года из аэропорта Борисполь вылетело намного больше бизнес-джетов, чем обычно.
В 2014 году основал группу Conflict Intelligence Team, которая занимается расследованием по открытым источникам различных обстоятельств вооружённых конфликтов. Вместе с Bellingcat и Inform Napalm относится к крупнейшим из подобных групп, возникших во время российско-украинской войны.
В 2022 году покинул Россию. По его словам, команда CIT и он сам перебрались в Грузию.

### Преследование со стороны правоохранительных органов РФ
16 марта 2022 года в отношении Руслана Левиева и Майкла Наки возбудили уголовное дело за распространение «заведомо ложной информации» об использовании российских вооруженных сил, и 18 мая Басманный районный суд Москвы по обращению Следственного комитета Российской Федерации принял заочное решение о его аресте. 18 ноября стало известно, что Минюст России внёс Руслана Левиева в реестр СМИ-«иноагентов». 17 февраля 2023 года против Левиева возбудили второе уголовное дело — за «распространение заведомо ложной информации» про обстрел детской больницы в Мариуполе. 29 августа 2023 года Басманный суд города Москвы заочно приговорил Наки и Левиева к 11 годам лишения свободы за «распространение фейков о Вооружённых силах России» по первому уголовному делу. 13 декабря 2023 года Московский городской суд признал приговор законным.